# Vasastaden, Linköping
Vasastaden (informellt Vasastan) är en central stadsdel i Linköping, bestående av mestadels flerbostadshus med hyresrätter, 2 rum och kök eller mindre. 

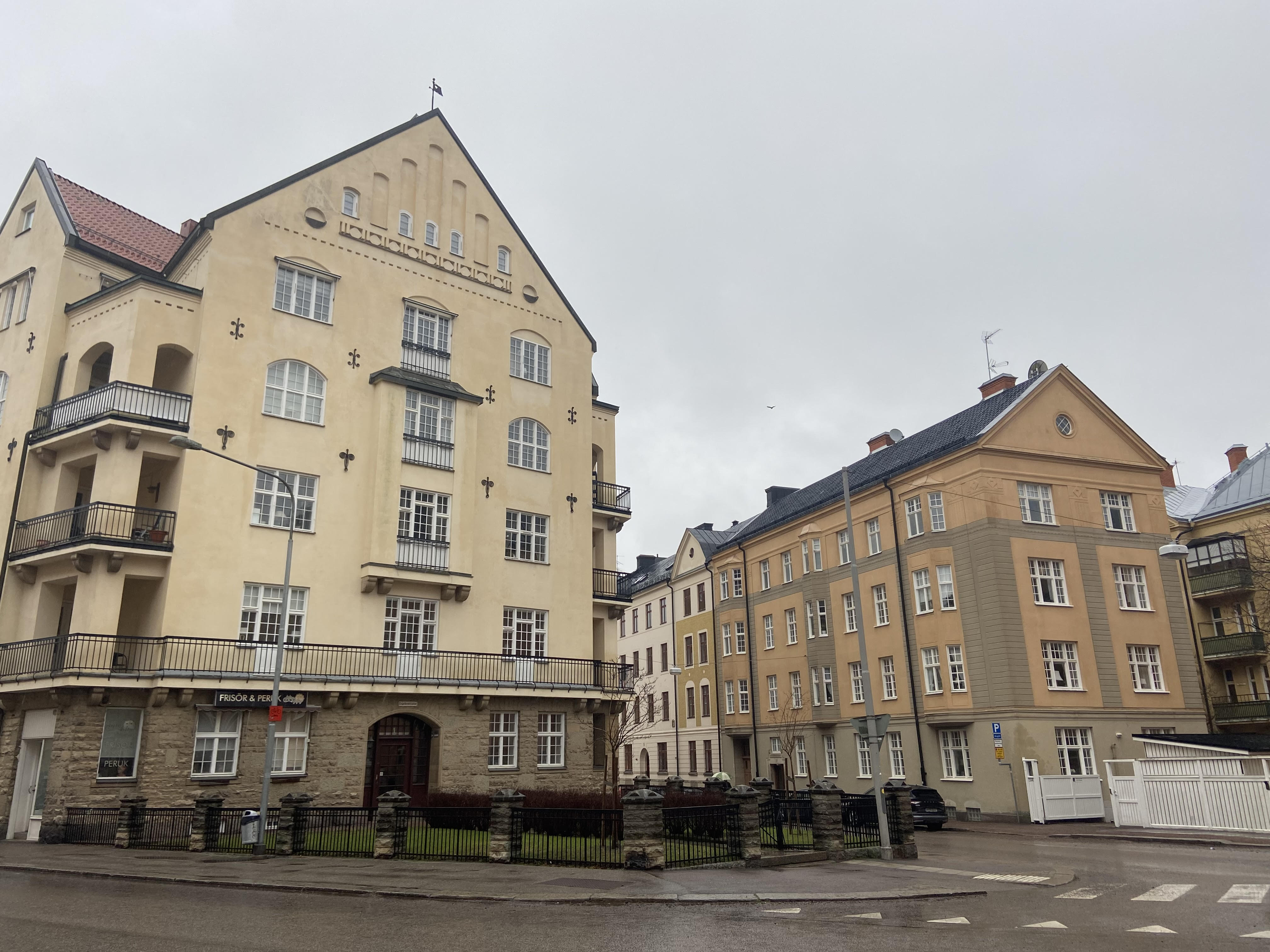
Korsningen mellan Platensgatan och Engelbrektsgatan med fastigheten från 1913 t.v.

Tre fjärdedelar av bostäderna tillkom före år 1960. Från 2011 och framåt har en ny stadsdel, Övre Vasastaden, växt fram väster om Industrigatan. Den nya stadsdelen har beskrivits som det största stadsbyggnadsprojektet i Linköping på flera decennier. År 2019 gav DIBB förlag ut boken Övre Vasastadens förvandling, skriven av Johan Hagesund och Karin Christoffersson, om områdets historia och stadsbyggnadsprojektet.
Nästan hälften av arbetstillfällena i området finns inom finans- och företagstjänster samt handel och kommunikation. Stadsdelen har gott om småbutiker, där finns även restauranger och dagligvarubutiker. I Vasastaden finns flera gymnasieskolor, grundskola år 7-9, förskolor, servicehus samt vårdbostäder. I östra delen av stadsdelen ligger resecentrum.

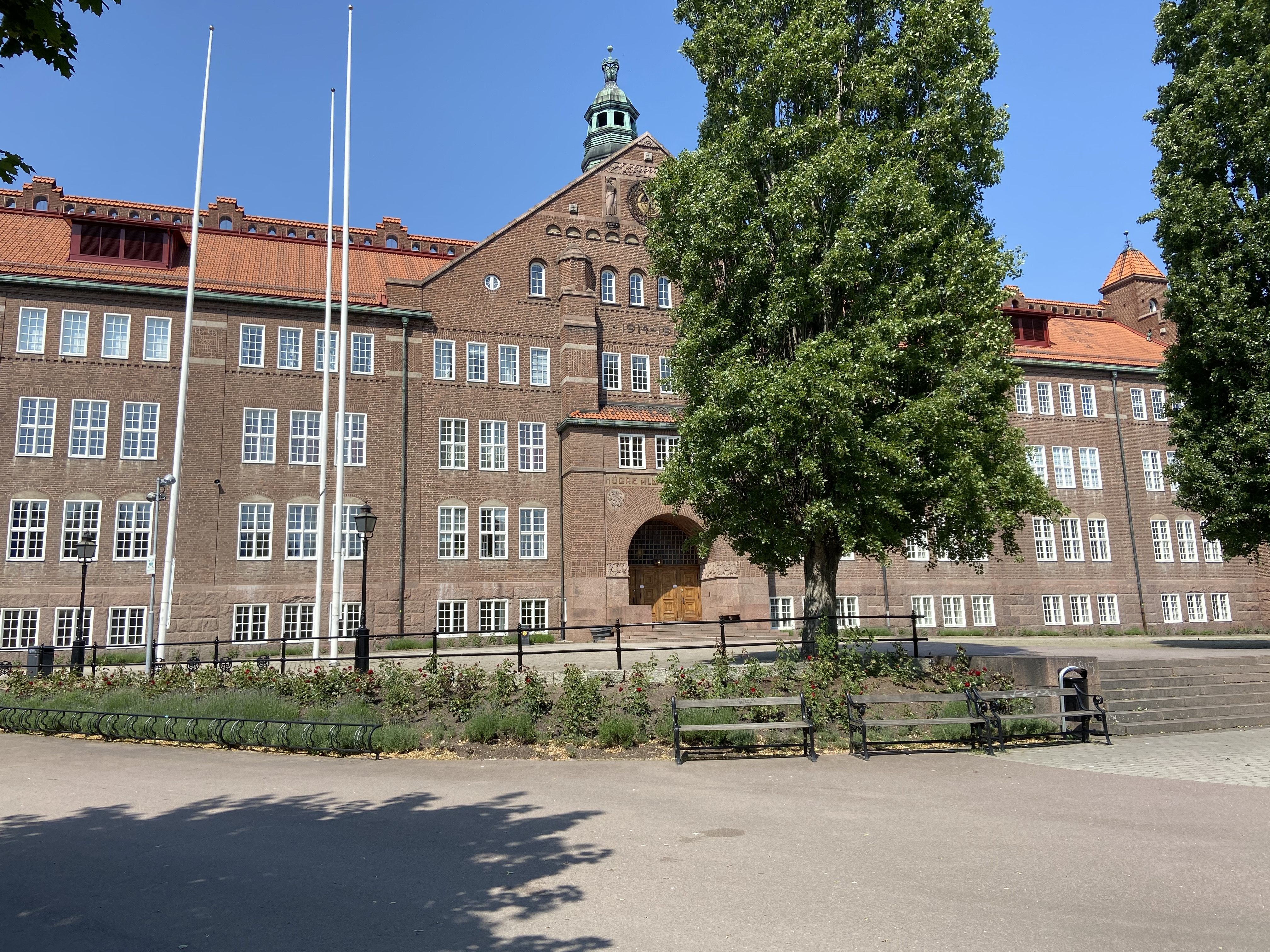
Katedralskolan, belägen i Vasastaden.

År 2009 bodde 5 550 personer i Vasastaden. Fram till år 2015 räknar kommunen med en befolkningsökning på drygt 15%. År 2021 bodde 7770 personer i Vasastaden.
Vasastaden gränsar till stadsdelarna Tornby, Innerstaden och Gottfridsberg.
I stadsdelen finns följande parker: Berzeliiparken, Bantorgsparken och Järnvägsparken. Vidare är Tage Danielssons plats, Raoul Wallenbergs plats och Elsa Brändströms plats belägna i stadsdelen. 

## Byggnader i stadsdelen
I Vasastaden är Katedralskolan belägen, en gymnasieskola grundad 1627, med nuvarande skolbyggnad från år 1915 ritad av arkitekt Axel Brunskog. Även grund- och gymnasieskolan Berzeliusskolan från år 1953 är belägen i stadsdelen.  

Den tidigare cirkusbyggnaden är belägen i stadsdelen på Platensgatan 29, invigd 1912. Mittemot cirkus på Platensgatan 28, finns en byggnad vars huvuddel uppfördes år 1912 och flyglarna åren 1918 respektive 1936 och som sedan 2017 inrymmer delar av Katedralskolans verksamhet. 

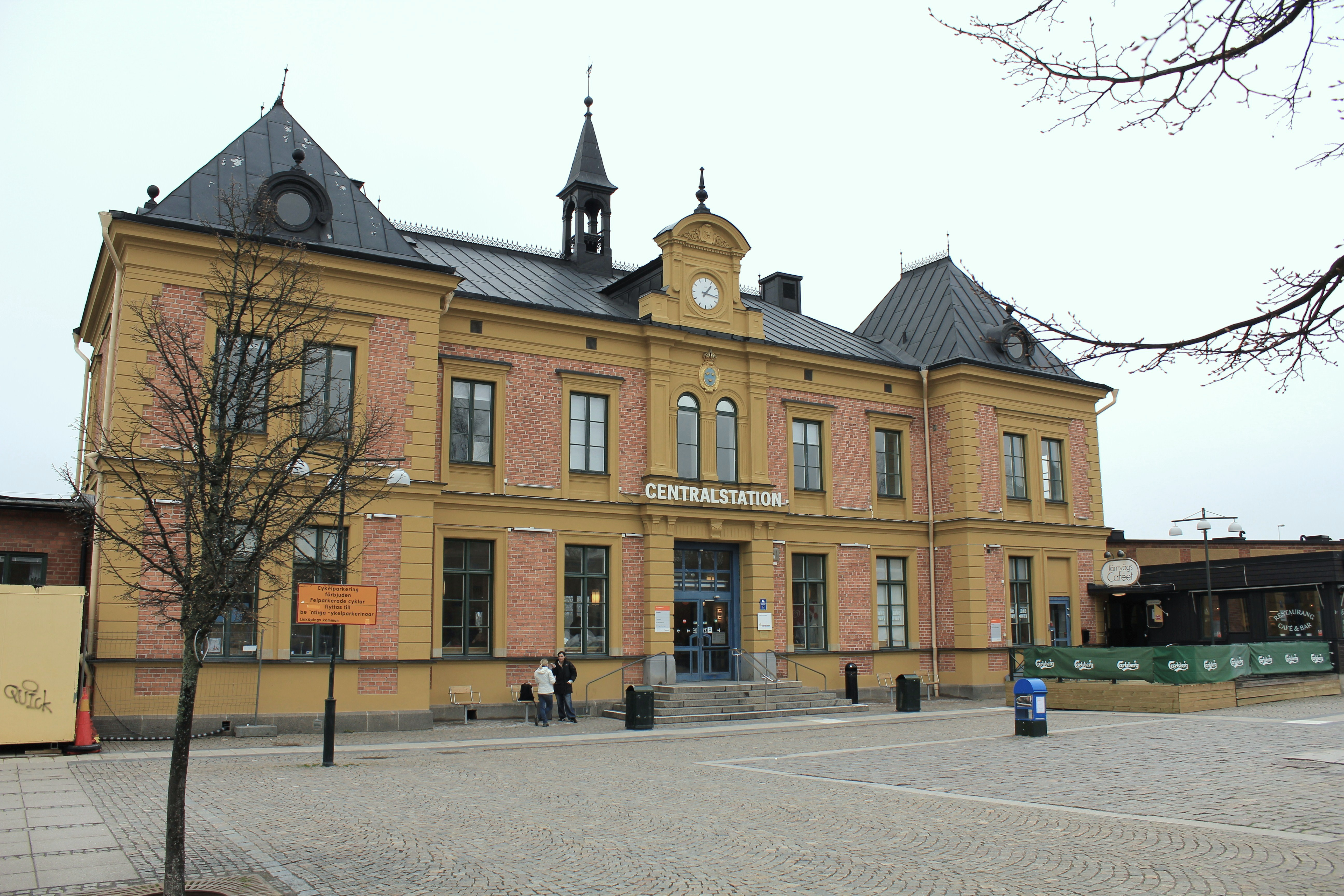
Linköpings centralstation.

På Gustav Adolfsgatan 9 finns ett hörnhus som uppfördes år 1915 i nationalromantisk stil efter ritningar av Björn Hedvall och Nils Meijer. I länsmuseets inventering 1992 klassades byggnaden som en "framträdande representant för viss tids byggnadsskick och som har välbevarad exteriör." En ombyggnation genomfördes 1995-1996 under ledning av arkitekt Christer Engdahl.
På Vasavägen 11 finns en fastighet som är uppförd i nationalromantisk stil år 1911 efter ritningar av arkitekt Axel Brunskog. Byggmästare var Karl Johnsen. Fastigheten genomgick en renovering år 1996. Konsten i trapphuset är målade av konstnären Claes-Åke Schlönzig år 1996.
I korsningen Platensgatan och Engelbrektsgatan finns en byggnad uppförd åren 1912-1913 i nationalromantisk stil av arkitekt Axel Brunskog.
På Platensgatan 15 finns en fastighet som byggdes år 1912 och som köptes av Länsförsäkringar Östgöta år 1974. Fastigheten renoverades år 1985.
På S:t Larsgatan 12, vid korsningen mellan S:t Larsgatan och Vasavägen, finns en byggnad som kallas för "Miljonpalatset" vilken är uppförd i holländsk renässansstil av byggmästaren J.A Johansson under åren 1897-1898. Byggnaden är ritad av arkitekten Janne F Lundin.
Fastigheten på S:t Larsgatan 10 byggdes 1912 och ägs sedan 2004 av Länsförsäkringar Östgöta.
Fastigheten på Vasavägen 9 och Engelbrektsgatan 1 byggdes år 1911 och byggdes om 1985. Fasaden är orange.

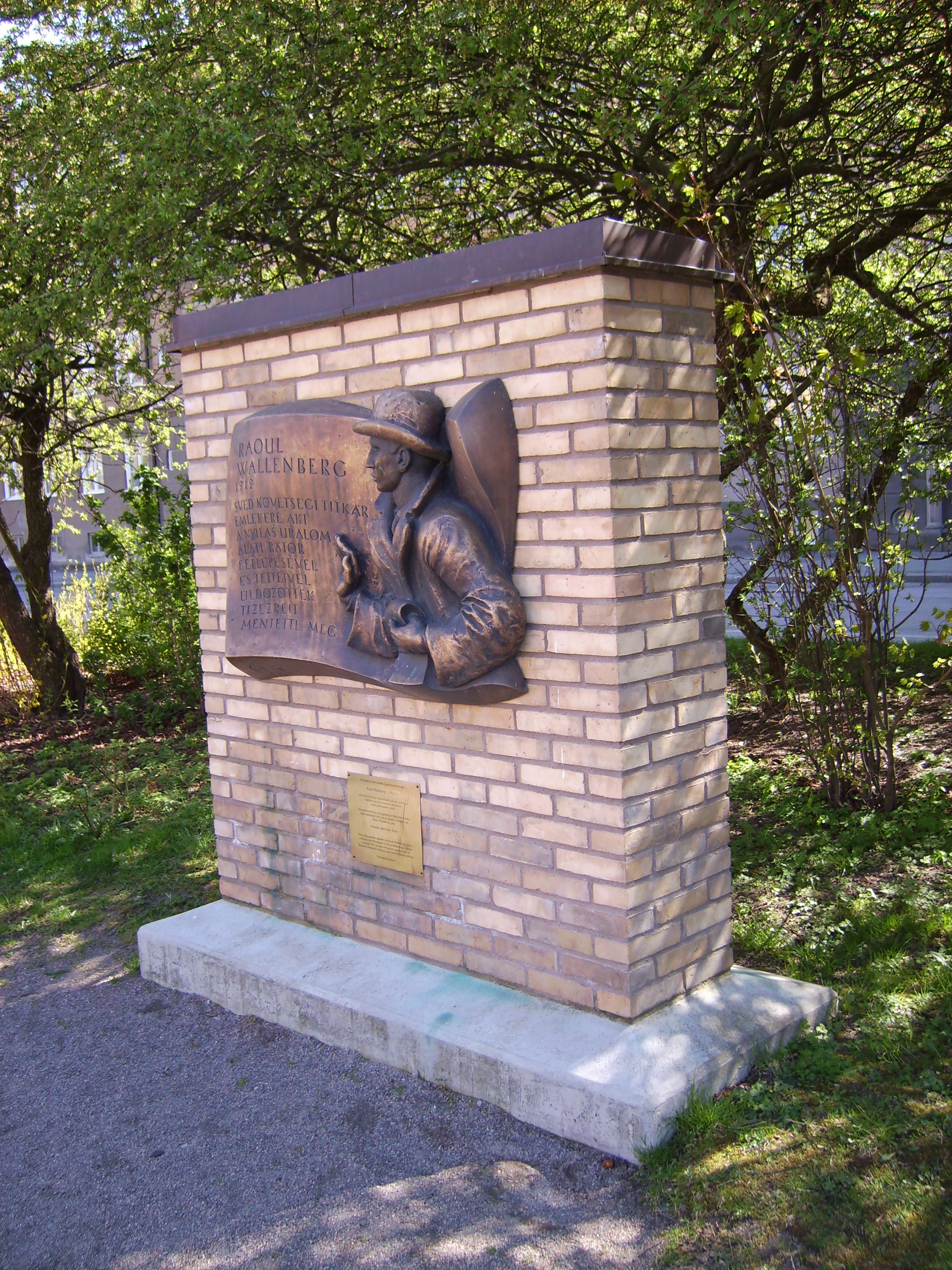
Raoul Wallenbergs plats.

## Övre Vasastaden
Övre Vasastaden domineras framförallt av ny bebyggelse. År 2003 slöts ett avtal som slog fast att bolaget Botrygg, tillsammans med det kommunala bolaget Stångåstaden, skulle bebygga hela Övre Vasastaden. En del i avtalet fastslog att det skulle byggas hyresrätter såväl som bostadsrätter. År 2008 togs ett planprogram fram och den gemensamma byggplanen utarbetades år 2010.